# Humidor

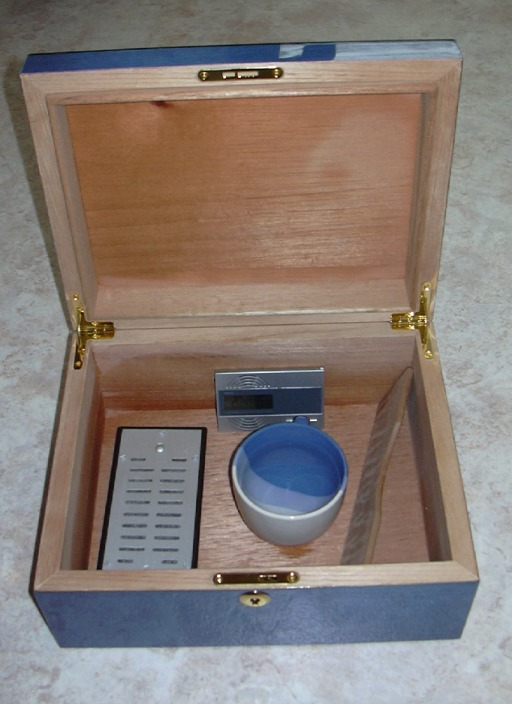
Dřevěný humidor

Humidor je skříňka, udržující konstantní vlhkost (anglicky humidity) pro uchovávání tabákových výrobků (především doutníků). Za ideální je pro tyto účely považována vlhkost kolem 70 % relativní vlhkosti.
Obvykle se vyrábí ze dřeva (ale i jiných materiálů jako je sklo nebo karbon) avšak téměř vždy s vnitřní vystýlkou z cedru, jenž má pro skladování doutníků ideální vlastnosti (drží vlhkost a odpuzuje tabákové broučky.) Vnější část humidoru bývá tvořena například mahagonem. Je vybaven zvlhčovačem (nádobkou s vodou) a vlhkoměrem. Může mít velikost od přenosné krabičky až po celé místnosti pro uskladnění tisíců kusů doutníků.